# NGC 4152
NGC 4152 ist eine aktive Balken-Spiralgalaxie vom Hubble-Typ SBc mit hoher Sternentstehungsrate im Sternbild Haar der Berenike am Nordsternhimmel. Sie ist schätzungsweise 94 Millionen Lichtjahre von der Milchstraße entfernt und hat einen Durchmesser von etwa 50.000 Lichtjahren. Die Galaxie wird unter der Katalognummer VCC 25 als Mitglied des Virgo-Galaxienhaufens gelistet.

Im selben Himmelsareal befindet sich u. a. die Galaxie NGC 4126.
Die Typ-IIP-Supernova SN 2009hq wurde hier beobachtet.
Das Objekt wurde am 21. März 1784 von Wilhelm Herschel mithilfe seines 18,7 Zoll-Spiegelteleskops entdeckt.